# Ordas tinóru
Az ordas tinóru (Rubroboletus lupinus) a tinórufélék családjába tartozó, Dél-Európában honos, lomberdőkben élő, mérgező gombafaj. 

## Megjelenése
Az ordas tinóru kalapja 6-12 cm széles, alakja fiatalon félgömbös, később domborúan, idősen közel laposan kiterül. Felszíne kezdetben hamvas, bársonyos, később lecsupaszodik. Színe eleinte fehéres, halványszürke vagy nagyon halvány okker, a szélén vöröses árnyalattal; a rózsás árnyalat később erősödik, míg az egész kalap rózsaszínes, sötétrózsaszínes vagy vöröses nem lesz, esetenként sötétebb foltokkal. 
Húsa kemény (idősen puhuló), színe citromsárga, krómsárga vagy halványsárga. Sérülésre erősen kékül. Íze enyhe, savanykás ízű, szaga idősen kellemetlen, szúrós (áltriflákra emlékeztető). 
A tönknél kis árokkal felkanyarodó termőrétege pórusos, a pórusok szűkek. Színe narancsvörös, vérvörös, a csövek sárgák. Sérülésre, nyomásra kékül.
Tönkje 5-12 cm magas és 2-4,5 cm vastag. Alakja robusztus; bunkós vagy hengeres. Színe halvány vagy élénkebb sárga, helyenként narancs vagy vöröses foltok lehetnek rajta.  
Spórapora olívbarna. Spórája orsó alakú, sima, mérete 12-14 x 5-6,2 µm.

### Hasonló fajok
Hasonlíthat a vörös tinóruhoz, a bíbor tinóruhoz vagy a kárminvörös tinóruhoz. 

## Elterjedése és termőhelye
Európában honos, elsősorban délen. Magyarországon nagyon ritka. 
Melegkedvelő lomberdőkben él, főleg tölgy vagy szelídgesztenye alatt. Augusztustól októberig terem.  
Nyersen mérgező. Egyes források szerint főzve ehető, de fogyasztása nem ajánlott. 

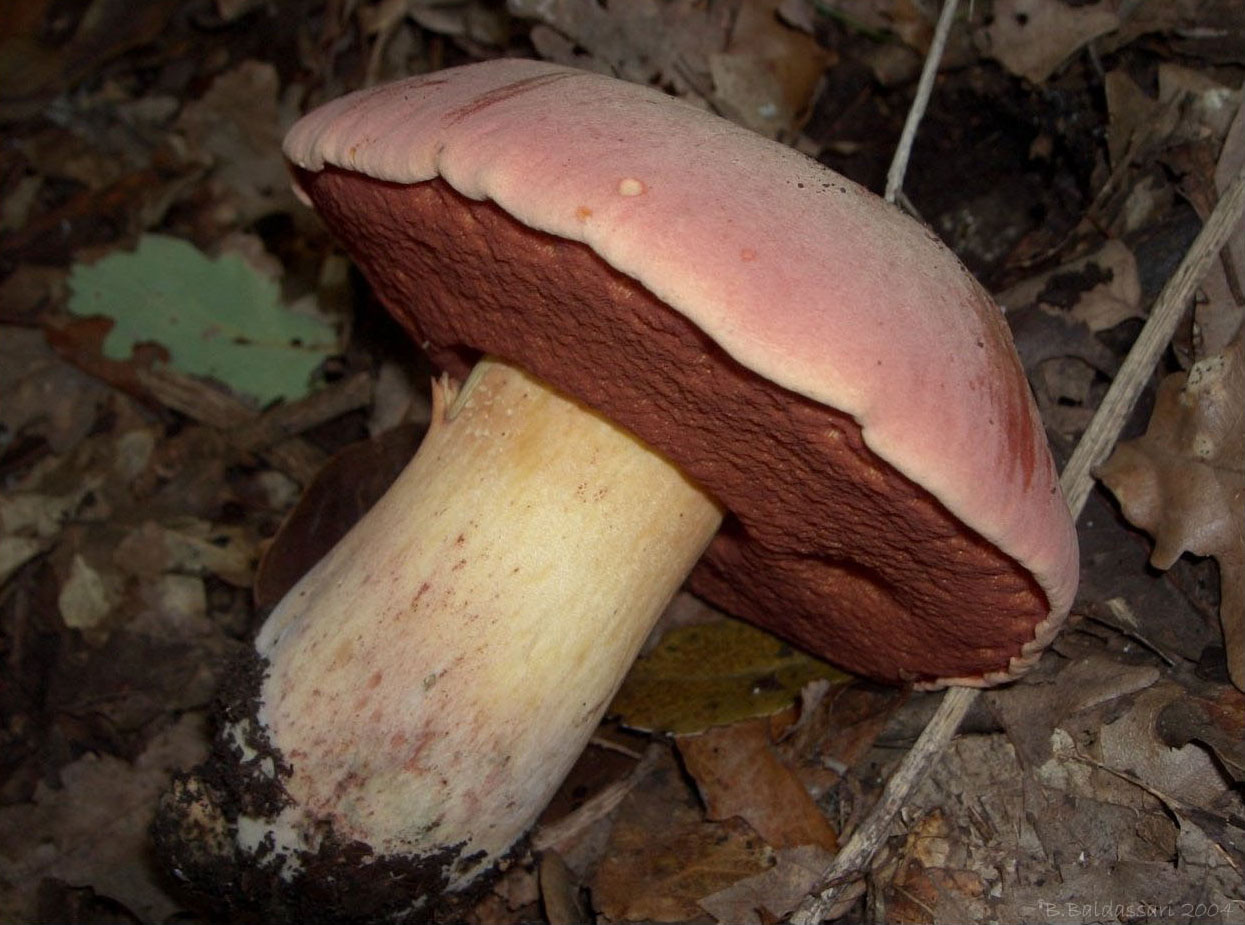
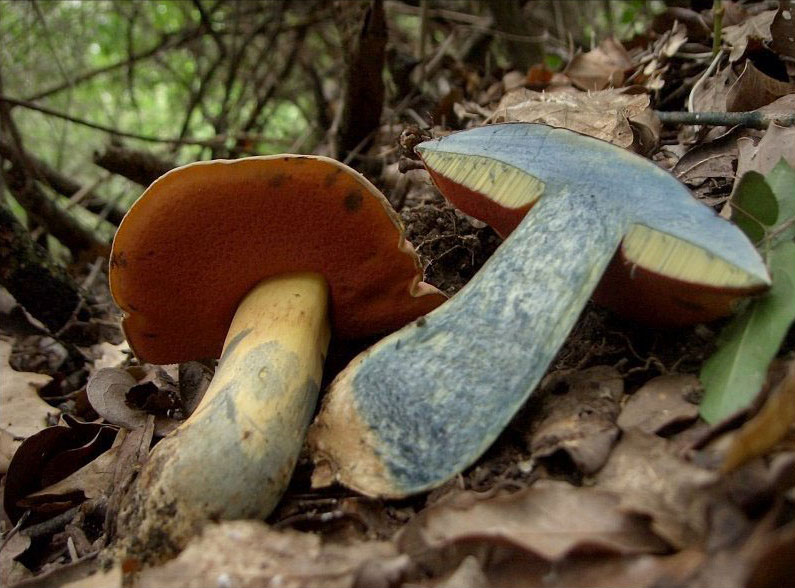
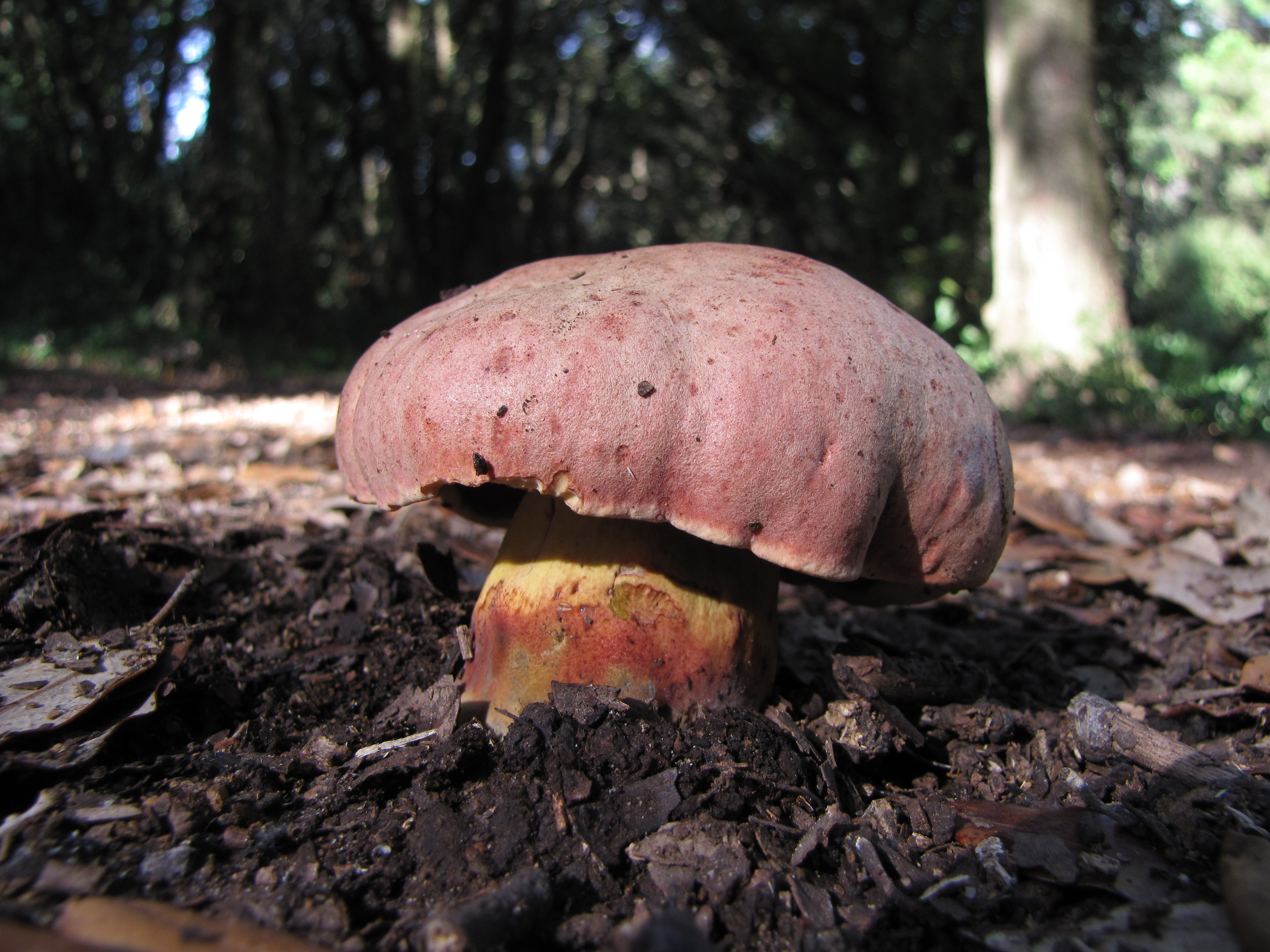
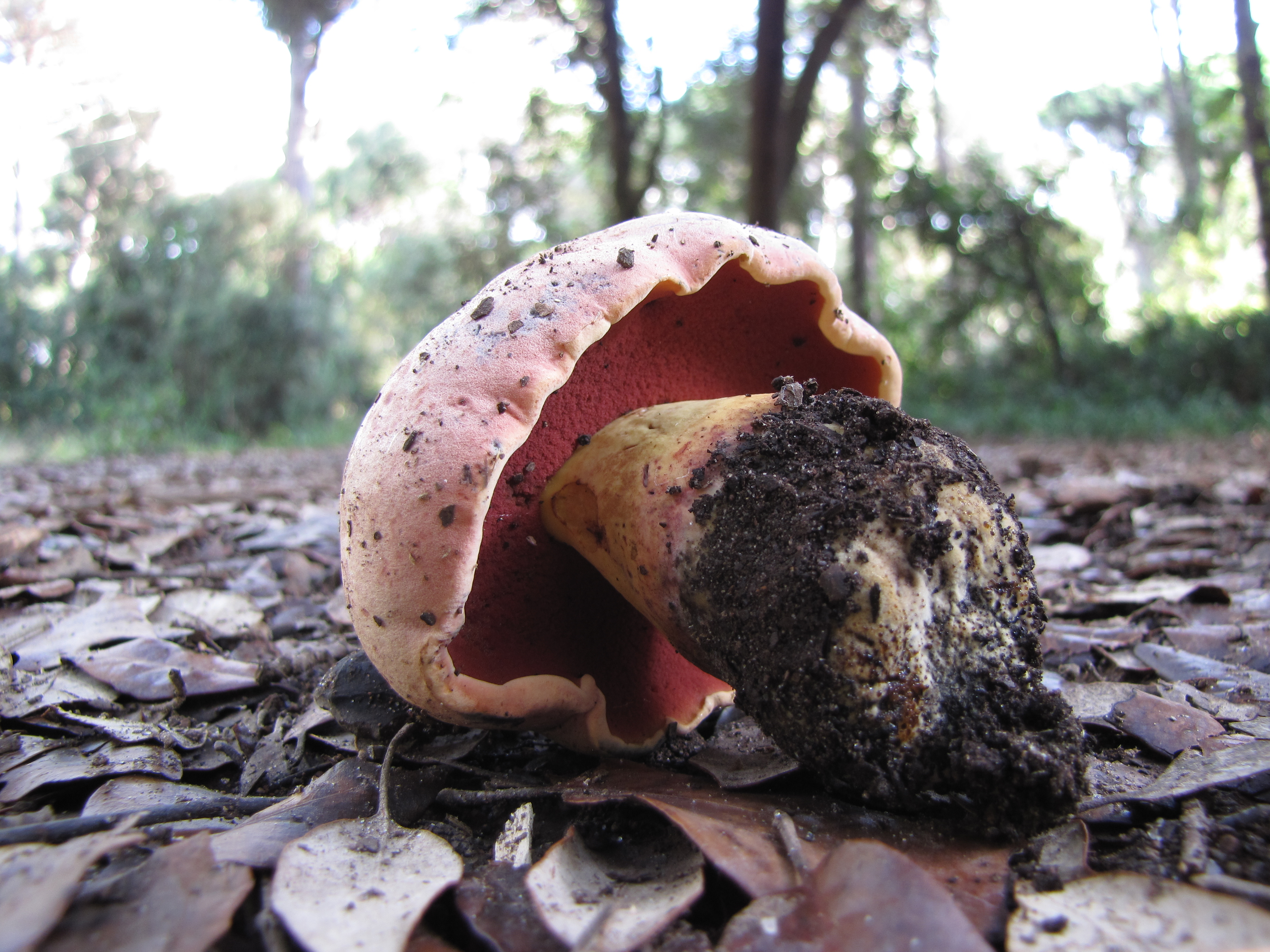
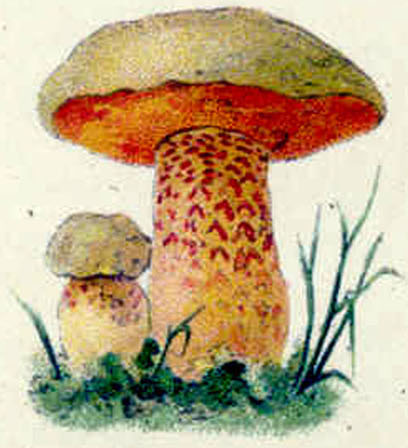